# Robert P. George

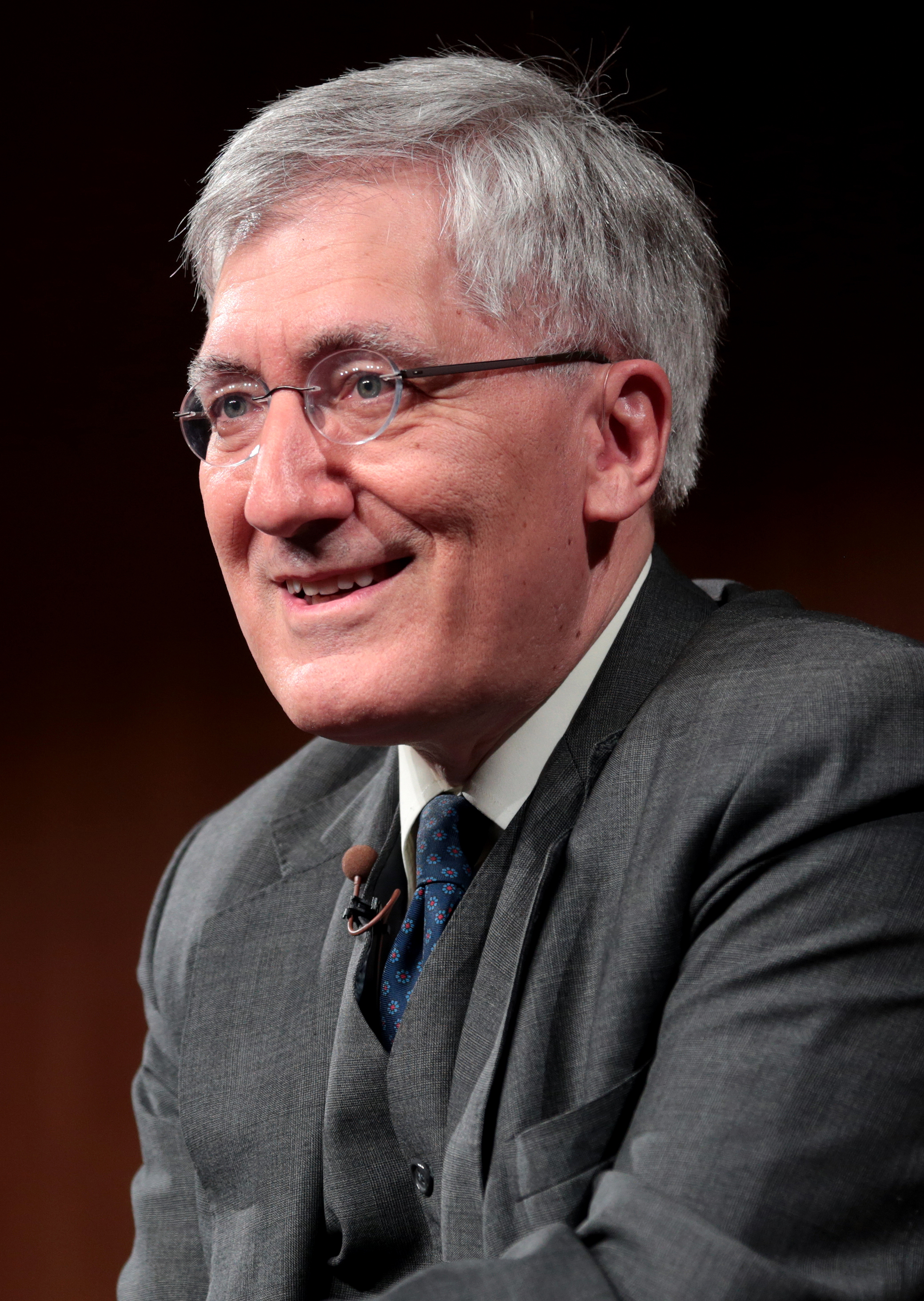
Robert P. George (2018)

Robert P. George (* 10. Juli 1955 in Morgantown, West Virginia) ist ein US-amerikanischer Rechtswissenschaftler und Hochschullehrer.

## Leben
Nach seiner Schulzeit studierte George Rechtswissenschaften. Er besuchte das Swarthmore College (BA), die Harvard Law School (JD), die Harvard Divinity School (MTS) und die Oxford University (DPhil). George ist seit 1985 als Hochschullehrer für Rechtswissenschaften an der Princeton University tätig. Zu seinen Forschungsschwerpunkten gehört unter anderem das Naturrecht. George ist Vorsitzender der US-amerikanischen Organisation National Organization for Marriage und ist ein konservativer Gegner der gleichgeschlechtlichen Ehe sowie des Schwangerschaftsabbruchs.

## Werke (Auswahl)
- 1992: Natural Law Theory: Contemporary Essays, ISBN 0-19-823552-6
- 1995: Making Men Moral, ISBN 0-19-826024-5
- 1998: Natural Law and Moral Inquiry: Ethics, Metaphysics, and Politics in the Work of Germain Grisez, ISBN 0-87840-674-3
- 1999: In Defense of Natural Law, ISBN 0-19-826771-1
- 1999: The Autonomy of Law: Essays on Legal Positivism, ISBN 0-19-826790-8
- 2000: Natural Law and Public Reason, ISBN 0-87840-766-9
- 2000: Great Cases in Constitutional Law, ISBN 0-691-04952-1
- 2001: The Clash of Orthodoxies, ISBN 1-882926-62-5
- 2001: Natural Law, Liberalism, and Morality, ISBN 0-19-924300-X
- 2001: Constitutional Politics: Essays on Constitution Making, Maintenance, and Change, ISBN 0-691-08869-1
- 2006: The Meaning of Marriage: Family, State, Market, And Morals, ISBN 1-890626-64-3
- 2007: Body-Self Dualism, ISBN 978-0-521-88248-4
- 2008: Embryo: A Defense of Human Life, ISBN 0-385-52282-7
- 2009: Moral Pública: Debates Actuales, ISBN 978-956-8639-05-1

## Preise und Auszeichnungen (Auswahl)
- 4. Mai 2010: Warschau: Ehrenmedaille für die Verteidigung der Menschenrechte von der Republik Polen
- Dezember 2008: Presidential Citizens Medal durch Präsident George W. Bush